# Rokurokubi

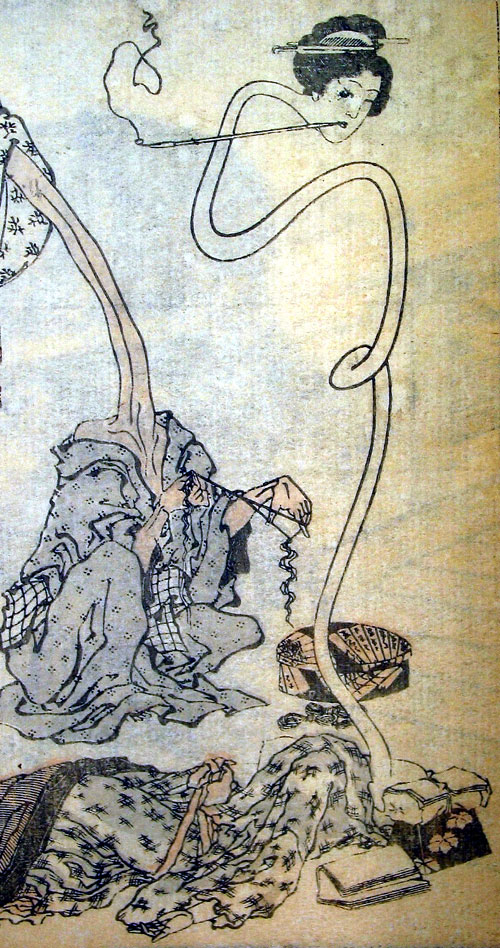
Zwei Rokurokubi, Illustration von Hokusai.

Ein Rokurokubi (jap. 轆轤首; zu dt. „Dreh- und Wendehals“) ist ein fiktives Wesen des japanischen Volksglaubens, das zur Gruppe der höheren Yōkai gehört. Er wird sehr oft mit dem ihm ähnlichen Nukekubi verwechselt.

## Beschreibung
Rokurokubi sollen tagsüber wie gewöhnliche Menschen aussehen. Sie geben sich bevorzugt als attraktive Frauen aus, um in der Menschenmenge nicht aufzufallen. In der Nacht legt sich ihr Körper zur Ruhe, während der Kopf beginnt, ein Eigenleben zu führen: Ihr Hals soll sich während der Nacht unnatürlich lang strecken. Der Kopf schlängelt sich schließlich durch das Haus und leckt das Öl aus den Lampen oder saugt menschlichen Hausbewohnern das Blut oder die Lebensenergie aus. Manche Rokurokubi sollen sich einen Spaß daraus machen, ihre Köpfe auf Fensterbänken oder Kaminsimsen abzulegen und Vorbeikommende zu erschrecken. 
Der Legende nach entstehen Rokurokubi durch einen Fluch oder aus unglücklicher, meist verschmähter Liebe. Tatsächlich sind es in den meisten Überlieferungen Frauen, die entweder von ihren Männern getötet oder durch ein Unglück von ihren Geliebten getrennt wurden. Oder ihre Liebe wurde zu Lebzeiten nie erhört.

## Folklore
Eine bekannte Überlieferung findet sich in dem Buch Yaso Kidan von Kosai Ishikawa aus dem Jahr 1889. Darin findet sich die Legende über eine junge Frau aus Hongōku (heutiges Bunkyōku), die während der Hōreki-Zeit (1751–1764) lebte. Sie soll so schön gewesen sein, dass sich die Männer, jung wie alt, verzückt nach ihr umdrehten. Neidische Zungen sagten ihr jedoch nach, sie sei in Wirklichkeit ein Rokurokubi. Tatsächlich soll sie ein Rokurokubi gewesen sein, dessen Kopf nachts auf Suche nach liebestollen Männern ging.

## Hintergrund
Die genaue Etymologie des Namens Rokurokubi ist nicht überliefert. Sehr wahrscheinlich geht das erste Teilwort, rokuro, auf das japanische 轆轤 zurück, was eigentlich „Töpferscheibe“ bedeutet, aber auch „(sich) drehen“ oder „(sich) umdrehen“ bedeuten kann. Bereits der Japanologe und Reisende Lafcadio Hearn weist auf die vielen Deutungsmöglichkeiten hin. Das zweite Teilwort im Namen des Yōkai, kubi, bedeutet schlicht „Hals“, „Nacken“ und/oder (seltener) „Genick“.
Hintergrund des Glaubens an Rokurokubi und Nukekubi ist sehr wahrscheinlich das Phänomen des Schlafwandelns. Menschen, die mitten in der Nacht tief schlafend und in Trance wie ganz normale Menschen ihr Bett verlassen und Alltagstätigkeiten verrichten, ließen abergläubische Menschen annehmen, der Betroffene sei besessen oder in Wirklichkeit ein verkleideter Yōkai.
Legenden um vorgebliche Begegnungen mit Nukekubi und Rokurokubi sind schon früh überliefert und noch heute populär. Schon Lafcadio Hearn sammelte um 1950 Legenden und Sagen um Nukekubi und Rokurokubi. Bereits Hearn machte darauf aufmerksam, wie schwierig es sei, beide Wesen sauber voneinander zu trennen. Moderne Gelehrte wiederum machen auf Beschreibungen in Hearns Berichten aufmerksam, die darauf schließen lassen, dass Lafcadio Hearn eher von Nukekubi, als von Rokurokubi berichtet.